# 브로니스와프 후베르만

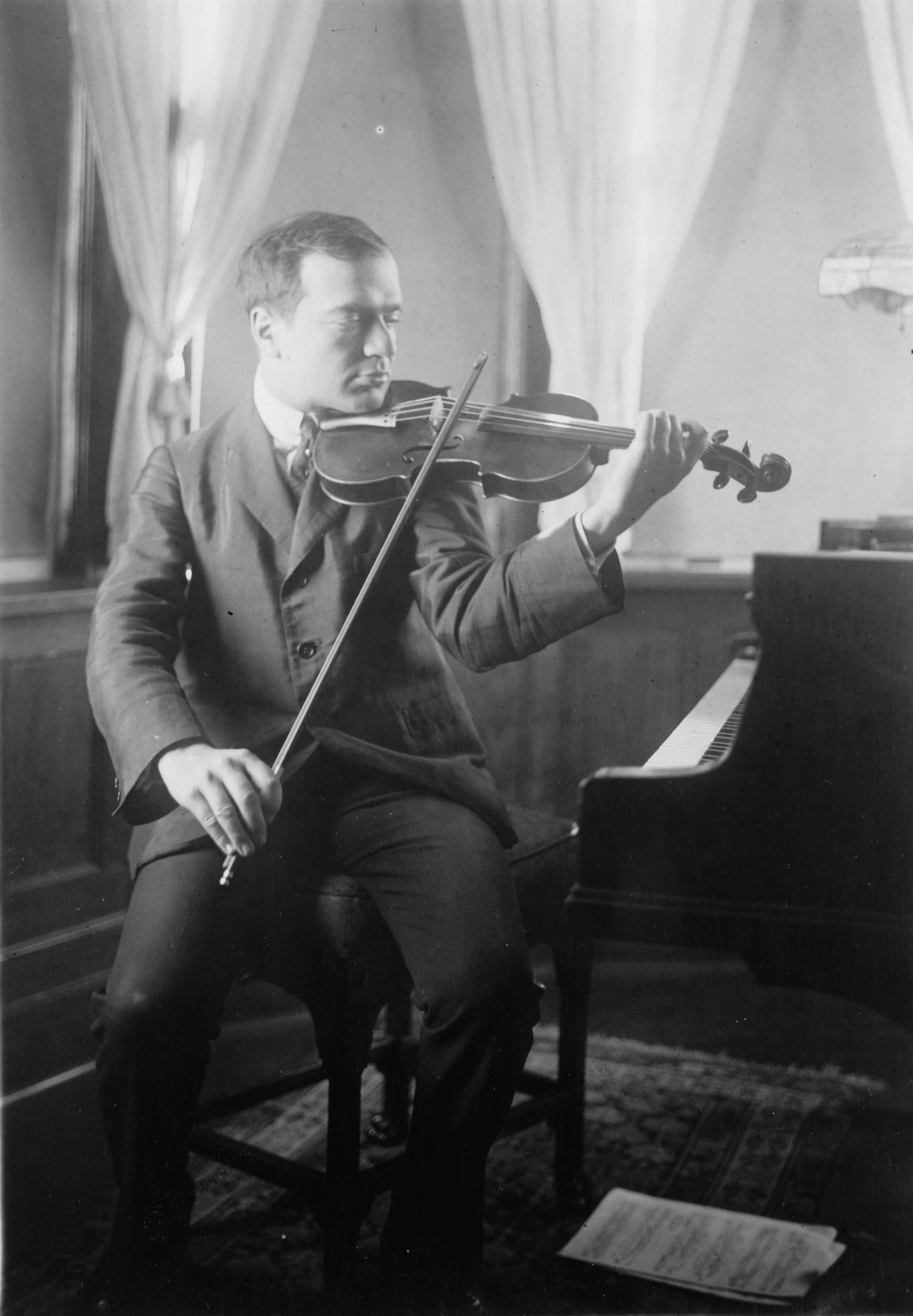

브로니스와프 후베르만(폴란드어: Bronisław Huberman, 1882년 12월 19일 ~ 1947년 6월 16일)은 폴란드의 대바이올리니스트이다.
소년시절에 브람스의 협주곡을 연주하여 작곡자를 감탄케 한 일화가 있다. 비할 데 없는 테크니션으로서 알려졌으나, 기교 본위의 작품을 싫어하였고, 실내악의 연주가로서도 이름을 떨쳤다. 유태인을 박해하는 나치스를 증오하여 유태인 음악가를 위한 팔레스티나 교향악단의 창립에 진력한 일로도 유명하다. 바르샤바에서 태어나 베를린에서 요아힘의 지도를 받았다. 오랫동안 빈에 살면서 교직에도 있었으나, 전쟁 중에는 미국에서 지냈으며 스위스에서 별세하였다.